# Narodna knjižnica Koreje
Narodna knjižnica Koreje se nahaja v Seulu v Južni Koreji in je bila ustanovljena leta 1945. V njej je več kot 10 milijonov enot gradiv, vključno z več kot 1.134.000 tujimi knjigami in nekaterimi nacionalnimi zakladi Južne Koreje.

## Poslanstvo in odgovornosti Narodne knjižnice Koreje
Glavni namen Narodne knjižnice Koreje je "prispevati k razvoju znanja državljanov s celovitim zbiranjem domačega in tujega znanja, varnim hranjenjem". Narodna knjižnica Koreje zagotavlja, da narodno znanje, ki so ga zbrali, ohranijo in delijo s svetom.

## Statistika zbirk
Novembra 2020;
| Skupaj     | Domače knjige | Tuje knjige | Ne-knjige | Stare knjige |
| ---------- | ------------- | ----------- | --------- | ------------ |
| 12.768.751 | 9,158,363     | 1,552,489   | 1.771.738 | 286.161      |